# مسحل (بعدان)

تعديل مصدري - تعديل

مسحل هي إحدى قرى عزلة حيسان بمديرية بعدان التابعة لمحافظة إب، بلغ تعداد سكانها 487 نسمة حسب تعداد اليمن لعام 2004.